# Westenschouwen
Westenschouwen is een gehucht in het uiterste westen van de gemeente Schouwen-Duiveland, in de Nederlandse provincie Zeeland. Het gehucht ligt juist achter de duinenrij. Westenschouwen was tot 1 januari 1816 een zelfstandige gemeente, toen het overging naar de gemeente Burgh.
Westenschouwen dient niet verward te worden met Westerschouwen, een voormalige gemeente die in 1961 geformeerd werd en in 1997 opging in Schouwen-Duiveland. Westerschouwen is ook de naam van de nabijgelegen boswachterij, het grootste bos van Zeeland, die deel uitmaakt van het natuurmonument 'Kop van Schouwen'.

## Geschiedenis
De oudste vermelding van de havenplaats Westenschouwen dateert uit de 13e eeuw. De handel op Engeland speelde in de 14e eeuw een belangrijke rol: handelaren brachten onder andere haring en ui naar Engeland en namen wol, laken en steenkool mee terug. De haven verzandde in de 16e eeuw en het dorp verdween in de zee.
De kerk werd in de Tachtigjarige Oorlog verwoest en de restanten van het schip werden rond 1600 afgebroken. De toren bleef nog tot 1845 staan.
De vliedberg van Westenschouwen stond ongeveer 300 meter ten zuiden van de kerk. Deze vliedberg bevatte een middeleeuws mottekasteel maar is in de 19e eeuw afgegraven.

### Sage
Over het verval van Westenschouwen ontstond een sage. Een visser zou een zeemeermin hebben opgevist, waarop haar zeemeerman boven water kwam en uit wraak een vloek over het dorp uitsprak. Die vloek zou ongeveer als volgt gaan: "Westenschouwen, 't zal u rouwen dat ge heeft geroofd mijn vrouwe, Westenschouwen zal vergaan alleen de toren zal blijven staan". De toren is echter ook afgebroken.

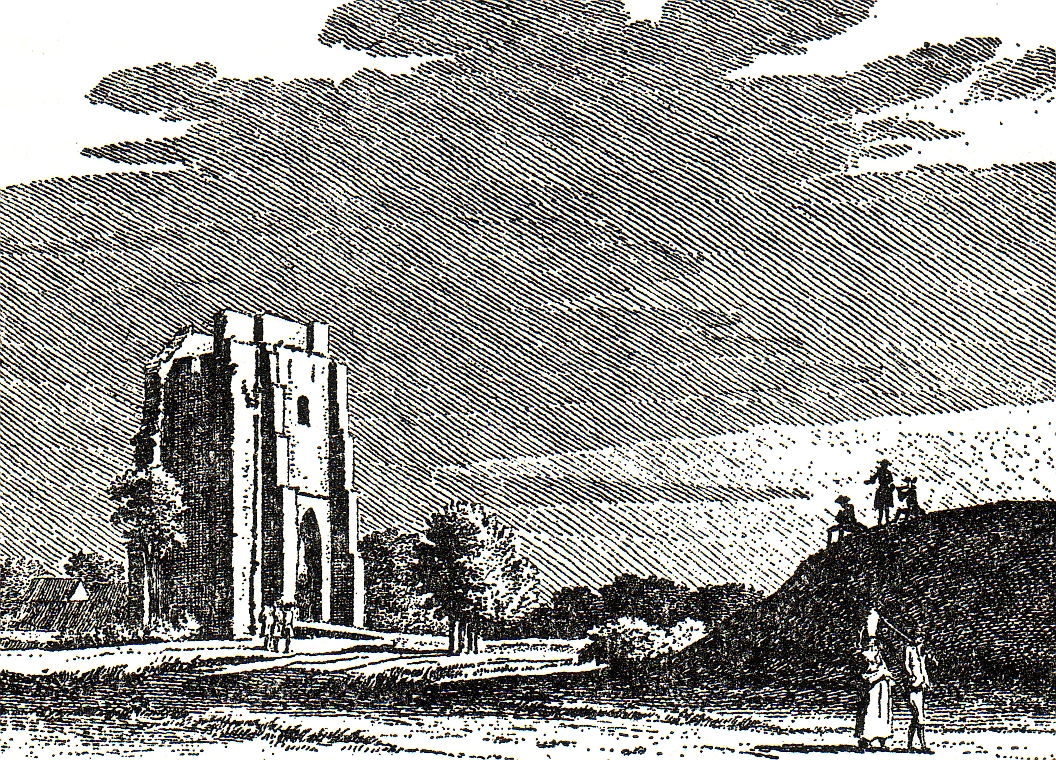
Kerk van Westenschouwen in 1743. Rechts de vliedberg.
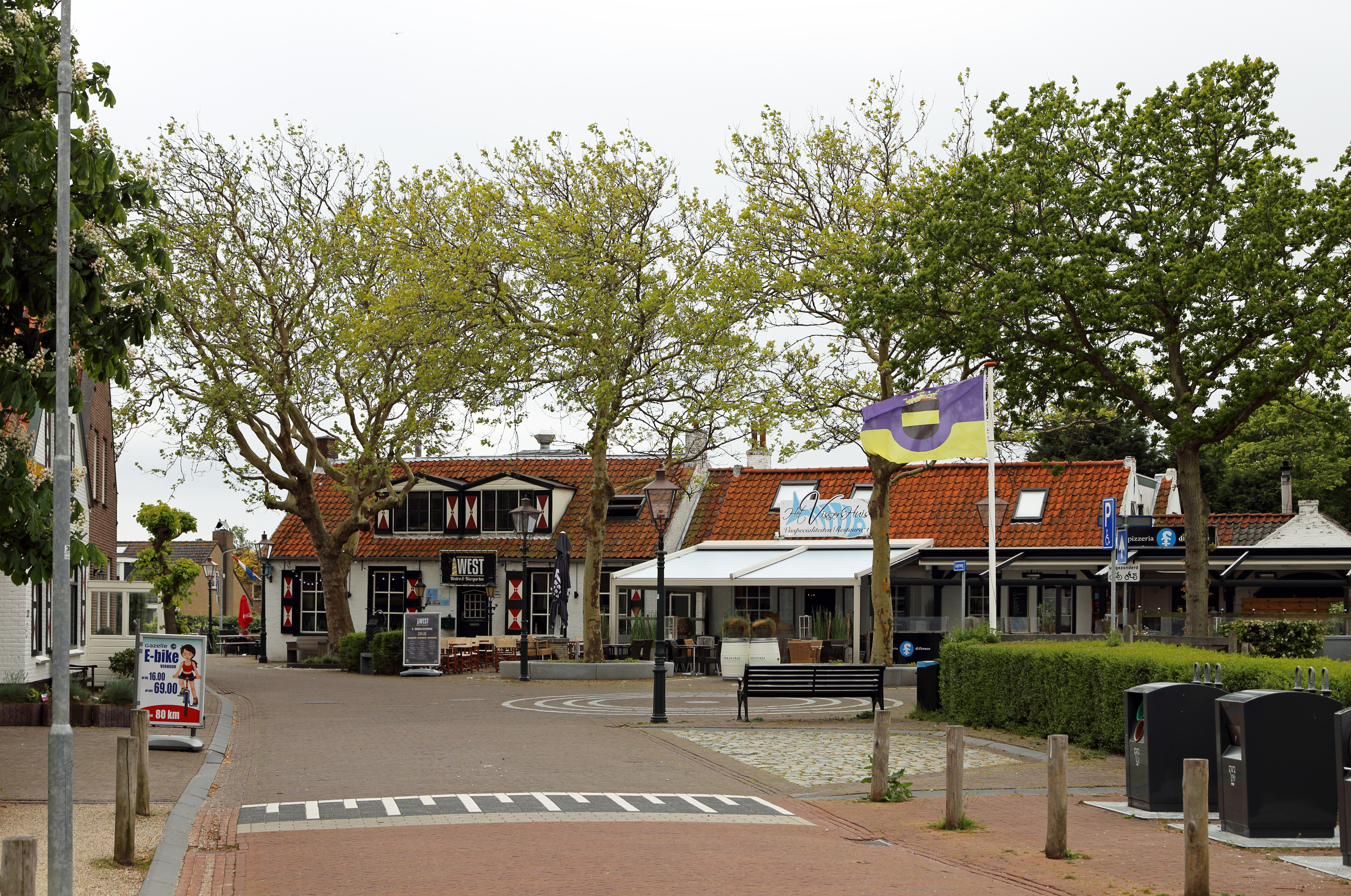
De Lageweg in Westenschouwen
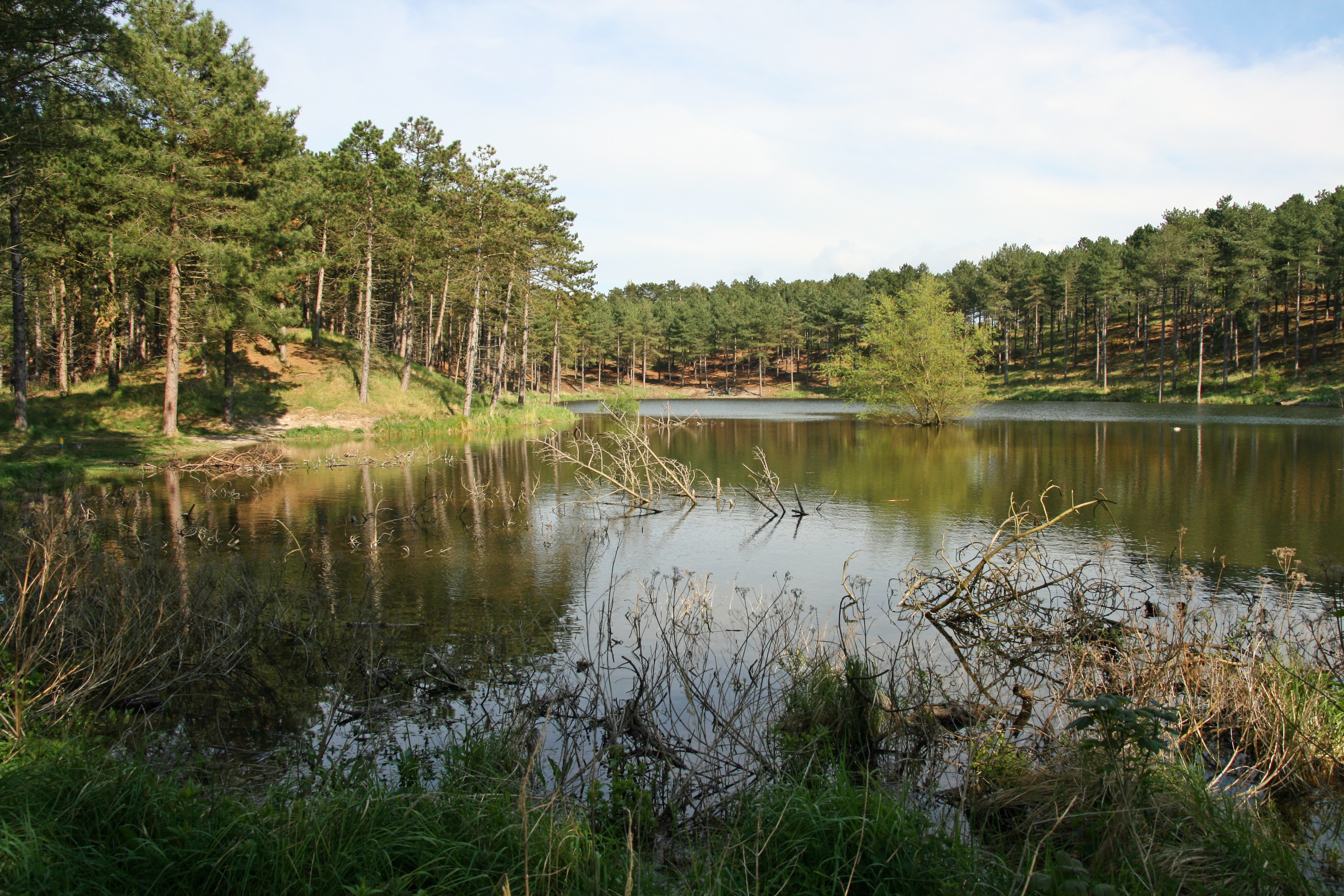
Bossen bij Westenschouwen
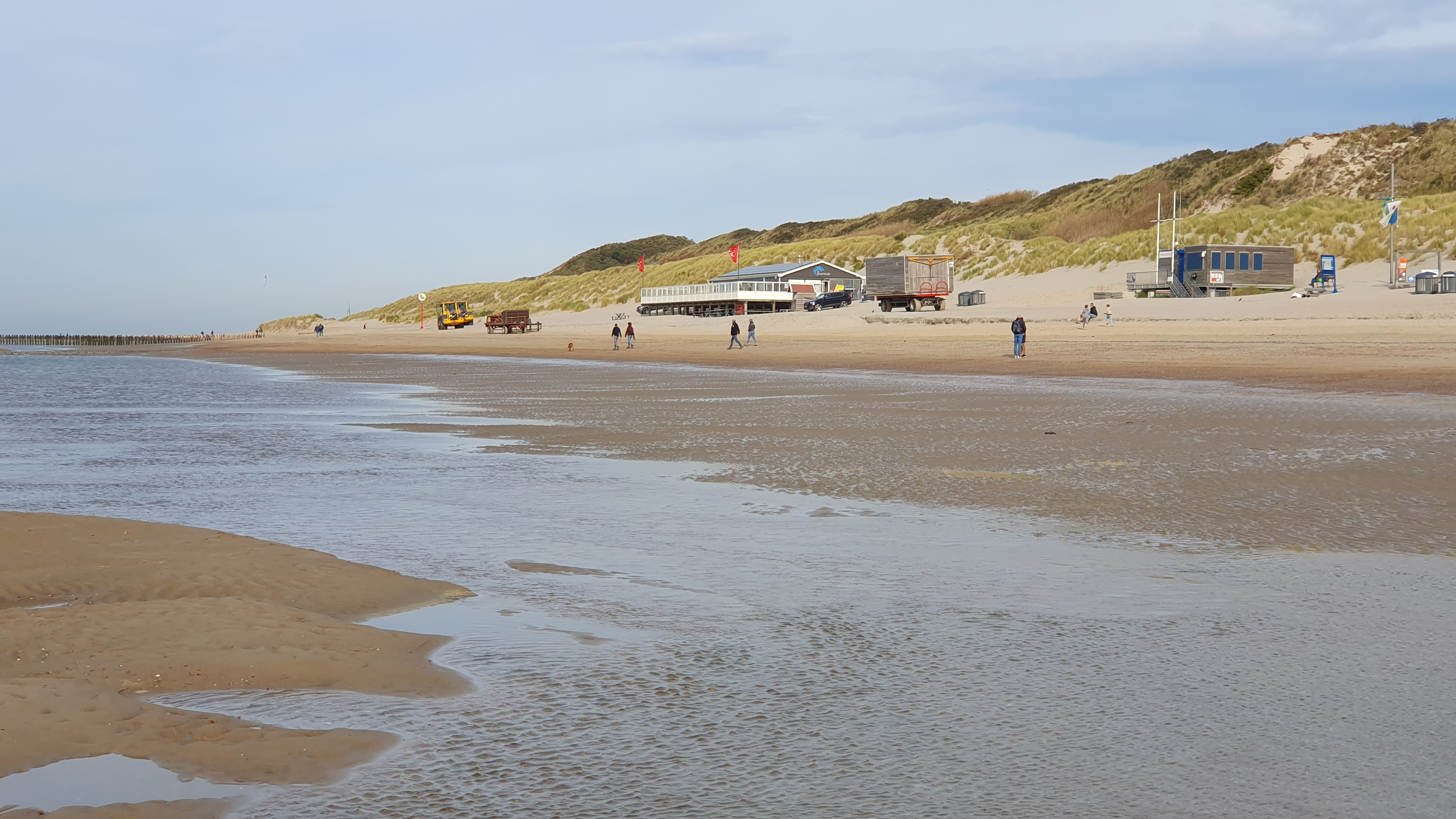
Strand